# أركواتا ديل ترونتو
أركواتا ديل ترونتو هي قرية (قرية) في مقاطعة أسكولي بيتشينو في منطقة ماركي بإيطاليا ، وتقع على بعد حوالي 100 كيلومتر (62 ميل) من أنكونا . إنها القرية الأوروبية الوحيدة التي تقع جزئيًا داخل حديقتين طبيعيتين: منتزة غران ساسو الوطني ومتنزة جبال سيبلنغز الطبيعي .

## تاريخ
التاريخ القديم للمدينة غير مؤكد ، بالرغم من أن بعض العلماء قد خصصها إلى سوربيكانوم المرئي في بيوتينجيان أو سابيون الذي لا يزال موضع نقاش, وهناك نظرية أخرى أسسها الرومان كمحطة طريق على طريق سالاريا . تم ذكر قرية أركواتا لأول مره أركواتا بالعصور الوسطى (القرن السادس) ، عندما كان هناك معقل. وفي عام 1255 ، تم غزوها من قبل أسكولي بيتشينو ، وظلت تحت حكمها (مع قدر معين من الحكم الذاتي) حتى أواخر القرن الرابع عشر. في عام 1397 ، أثناء الحرب بين أسكولي ونورسيا ، كانت معقلًا للأخير والغيبيلين من أسكولي. عاشت الملكة جوان الثانية ملكة نابولي في أركواتا من عام 1420 إلى عام 1435. بعد الخلاف لسنوات بين المدينتين المذكورتين ، كانت جزءًا من الولايات البابوية ؛ توقف جوزيبي غاريبالدي هنا في عام 1849 أثناء انسحابه بعد هزم الجمهورية الرومانية عام 1848.
في 24 أغسطس 2016 ، تضرر اثنان إلى ثلاثة فرازيوني من زلزال بقوة 6.2 درجة .  
في 30 أكتوبر 2016 ، تعرضت المدينة لأضرار بالغة بسبب زلزال بقوة 6.6 درجة .  

## المعالم السياحية الرئيسية
- روكا (قلعة) ، بُنيت في القرن الثالث عشر ، وهي تقود طريق فيا سالاريا ونهر ترونتو .
- بوابة سانت أجاتا ، العنصر الأخير المتبقي من جدران القرون الوسطى .
- سانتيسيما أنونزياتا : كنيسة تضم بشارة من القرن السادس عشر وصليب خشبي ثمين من القرن الثالث عشر ، وتعتبر أقدم تمثال مقدس في ماركي .
- في فريزيوني بريتير هو فرن قديم.

## روابط خارجية
- الموقع الرسمي